# Alonopsis americana
Alonopsis americana är en kräftdjursart som beskrevs av Kubersky 1977. Alonopsis americana ingår i släktet Alonopsis och familjen Chydoridae. Inga underarter finns listade i Catalogue of Life.